# FAB-1500 ODS
FAB-1500 ODS – rosyjska bomba paliwowo-powietrzna wagomiaru 1500 kg.